# Josep Miralles
Josep Miralles Rigo (Palma de Mallorca, 13 december 1994) is een Spaans wielrenner die anno 2018 rijdt voor Dare Gaviota.

## Carrière
Miralles begon het seizoen 2016 in de Ronde van Valencia. In deze koers, die door Wout Poels werd gewonnen, eindigde hij op plek 122 in het algemeen klassement. In de Ronde van Hongarije droeg Miralles na de vierde etappe de leiderstrui van het jongerenklassement, die hij een dag later weer verloor aan Žiga Ručigaj. In de Ronde van Szeklerland eindigde Miralles in drie van de vier etappes in de top tien, wat hem een achtste plaats in het eindklassement opleverde. Het jongerenklassement won hij met een voorsprong van 55 seconden op Tymoer Malejev.
In 2017 verruilde Miralles het Roemeense Tusnad voor het Albanees-Oekraïense Amore & Vita-Selle SMP presented by Fondriest. In januari nam hij deel aan de Challenge Mallorca, waar een achttiende plaats in de eerste manche zijn beste klassering was. Later dat jaar nam hij onder meer deel aan de Trofeo Laigueglia en de Pro Ötztaler 5500. In 2018 maakte hij de overstap naar Dare Gaviota.

## Overwinningen
2016
Jongerenklassement Ronde van Szeklerland

## Ploegen
- 2016 –  Tusnad Cycling Team
- 2017 –  Amore & Vita-Selle SMP presented by Fondriest
- 2018 –  Dare Gaviota

Barbu · Crista · Dima · Dobre · Horvath · Lestido · Mascaró · Miralles · Nechita · Novak · Ramos · Sebestyén · Szabó
Banushi · Bernardinetti · Celano · Elorza · Ficara · Galarreta · Grembi · Halilaj · Jovtsjev · Martins · Miralles · Mukaj · Sufa · Velia · Zamparella · Zmorka · Covili (stagiair) · Mancini (stagiair)
Beganović · Eikeland · García · González · Koch · Kosi · Miralles · Orset · Pajić · Panić · Sánchez · Ulijan